# Age of Empires: Castle Siege

Age of Empires: Castle Siege fue un videojuego gratuito en línea de "tower defense", diseñado como una aplicación para Windows 8.1 y Windows Phone. Lanzado en 2014, la aplicación permitía microtransacciones para ayudar al desarrollo rápido de un castillo y para mejorar capacidades de defensa y ataque. Fue desarrollado por Smoking Gun Interactive y Microsoft Studios, y fue anunciado oficialmente el 26 de agosto de 2014. A diferencia de cualquier juego anterior de Age of Empires, Casttle Siege es un videojuego del tipo "Tower Defense". En 2015, Castle Siege se lanzó para iOS.

## Modo de juego
En Age of Empires: Castle Siege el jugador construye su castillo para producir recursos y hacer un ejército. El ejército es usado para atacar castillos de otros jugadores para saquear sus recursos y obtener coronas, que es en realidad un sistema desbalanceado e injusto con relación a la cantidad de coronas que se pierden y las que se ganan, aun así estas representan el puntaje en el juego. Los jugadores también pueden formar una alianza con otros para varias funciones sociales.

### Edificios
El castillo se construye alrededor de un bastión, rodeado de edificios de varios tipos. Los edificios de economía producen y almacenan recursos, mientras que los edificios militares son usados para entrenar ejércitos. El castillo es protegido de ataques enemigos por medio de fortificaciones como muros, torres y varias trampas. Los jugadores también pueden construir construcciones decorativas que no tienen ningún propósito práctico. Todos los edificios pueden mejorarse para incrementar su producción y ganar beneficios adicionales. Al actualizar el bastión se incrementa la cantidad de edificios permitidos y permite construir otros edificios adicionales.

### Recursos
Existen tres tipos de recursos para construcción: alimento, madera y piedra. El oro es una moneda del juego que se puede usar para acelerar la construcción de edificios o para comprar otros recursos. El oro puede comprarse con dinero real. La base del jugador también produce estandartes, usados para reclutar héroes y tropas especiales. 

### Tropas
El ejército consiste de cuatro tipos de unidades: Infantería, arqueros, caballería y armas de asedio. Cada civilización también tiene su propia unidad especial; estas son más poderosas que las unidades básicas, pero también requieren más recursos para reclutarlas. El jugador también puede incluir hasta dos héroes en cada asalto. Los héroes son las unidades más poderosas en el juego y todos tienen alguna habilidad especial. Todas las unidades pueden mejorarse para hacerlas más poderosas. 

### Civilizaciones
Al principio del juego, el jugador elige representar una de las civilizaciones disponibles:
| Civilización    | Unidad especial        | Héroes                                                        |
| --------------- | ---------------------- | ------------------------------------------------------------- |
| Britanos        | Arquero de tiro largo  | Ricardo Corazón de León, Enrique V, Eduardo el Príncipe Negro |
| Bizantinos      | Quirosifón             | Belisario, Juan Curcuas, Nicéforo II Focas                    |
| Francos         | Caballero templario    | Charles Martel, Carlomagno, Juana de Arco                     |
| Kievitas        | Saqueadores moscovitas | Sviatoslav I de Kiev, Rúrik, Alejandro Nevsky                 |
| Sarracenos      | Mameluco               | Tariq ibn Ziyad, Maslama ibn Abd al-Malik, Saladino           |
| Orden Teutónica | Caballero teutónico    | Hermann von Salza, Conrad el viejo, Winrich von Kniprode      |

### Batalla
Los jugadores usan su ejército para atacar otros castillos. El jugador tiene 5 minutos para derribar las defensas y destruir todos los edificios que pueda. Se logra una victoria si el atacante puede destruir el bastión o al menos la mitad de los edificios. Se pueden saquear recursos al atacar edificios de almacenamiento, mientras que los estandartes se pueden saquear al atacar edificios de investigación, el jugador atacado tiene la oportunidad de contraatacar con pocas posibilidades de recuperar la misma cantidad de coronas saqueadas.
Cierre Del Juego
El 13 de noviembre de 2018 Microsoft anuncia de manera oficial que el juego será cerrado permanentemente el día 13 de mayo de 2019, dejando así inutilizable la aplicación a partir de la fecha mencionada. Además a partir de la fecha del anuncio ya no será posible hacer compras en la aplicación.